# Giannos Iōannou
Giannos Iōannou (in greco: Γιάννος Ιωάννου; Nicosia, 25 gennaio 1966) è un ex calciatore cipriota, di ruolo attaccante.

## Carriera

### Club
Ha giocato per sedici stagioni nella massima serie cipriota con l'APOEL Nicosia. È stato capocannoniere del campionato nel 1986.

### Nazionale
Ha esordito con la nazionale cipriota nel 1986, giocando 43 partite fino al 1999.

## Palmarès

### Club
- Campionato cipriota: 4

APOEL: 1985-1986, 1989-1990, 1991-1992, 1995-1996
- Coppa di Cipro: 5

APOEL: 1992-1993, 1994-1995, 1995-1996, 1996-1997, 1998-1999
- Supercoppa di Cipro: 6

APOEL: 1984, 1986, 1992, 1993, 1996, 1999

### Individuale
- Capocannoniere del Campionato cipriota: 1

1985-1986 (22 reti)